# Brunsidig glasögonfågel
Brunsidig glasögonfågel (Zosterops erythropleurus) är en östasiatisk tätting i familjen glasögonfåglar. Den häckar i sydostligaste Ryssland, nordöstra Kina och möjligen även Nordkorea. Vintertid flyttar den till Sydostasien. Arten är den i familjen som både häckar nordligast och i störst utsträckning är flyttfågel. Den minskar i antal, men beståndet anses ändå vara livskraftigt.

## Utseende och läten
Brunsidig glasögonfågel är en liten fågel (11–12 cm) och typisk medlem av släktet Zosterops, med tunn, något nedböjd näbb, vit ring kring ögat och grönaktig ovansida. Den är gul på strupe och undergump, gråvit på bröst och buk samt har svart tygel. Artskiljande är de kastanjebruna flankerna, i övrigt gentemot liknande sångglasögonfågel kallare grön ovan och avsaknad av gult på pannan. Sången är ljudlig och lätet är ett genomträngande, enstavigt "psee".

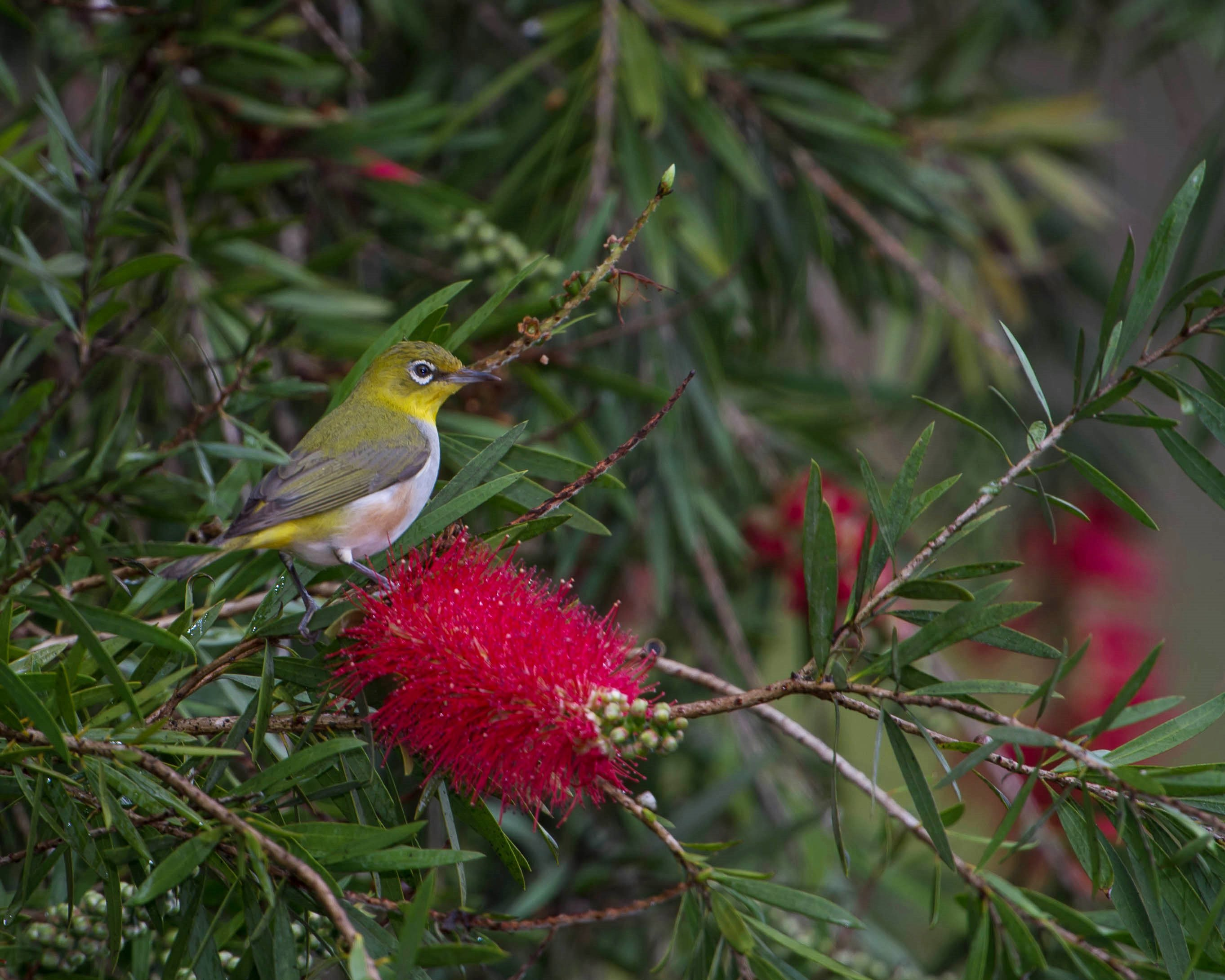
Hona fotograferad i vinterkvarteren i Chiang Mai, Thailand.

## Utbredning och systematik
Brunsidig glasögonfågel häckar mycket nordligt för att vara en glasögonfågel, i allra sydostligaste Ryssland och nordöstra Kina, möjligen även in i Nordkorea. Den är även den art i familjen som i störst utsträckning är flyttfågel. Vintertid flyttar den till Sydostasien till södra Kina, Myanmar, Thailand, nordvästra Vietnam, Laos och Kambodja. Den behandlas som monotypisk, det vill säga att den inte delas in i några underarter.

## Levnadssätt
Brunsidig glasögonfågel förekommer i skogsdungar med inslag av poppel (Populus), al (Alnus) och Salix. Vintertid hittas den i skogsområden ovan 1000 meters höjd. Den lever av insekter och ses ofta i flockar, ibland med andra små tättingar som stjärtmes. 

### Häckning
Häckningsbiologin är dåligt känd. Säsongen pågår troligen från slutet av maj till augusti. Nyligen kläckta ungar har hittats i augusti.

## Status och hot
Arten har ett stort utbredningsområde och en stor population, men tros minska i antal till följd av habitatförstörelse och fragmentering, dock inte tillräckligt kraftigt för att den ska betraktas som hotad. Internationella naturvårdsunionen IUCN kategoriserar därför arten som livskraftig (LC).